# Provincia di Tinghir
La provincia di Tinghir è un suddivisione amministrativa del Marocco ad economia prevalentemente rurale nella regione di Drâa-Tafilalet. Il suo nome deriva dal capoluogo Tinghir.

## Geografia fisica
La provincia di Tinghir ha una superficie di 13007 km² e confina con le seguenti unità territoriali:
- a  nord-est  con  provincia di Midelt nella regione di Meknès-Tafilalet
- a est con la provincia di Errachidia nella regione di Meknès-Tafilalet
- a sud con la provincia di Zagora nella regione di Souss-Massa-Draâ
- ad ovest con la provincia di Ouarzazate nella regione di Souss-Massa-Draâ
- a nord-ovest con la provincia di Azilal nella regione Tadla-Azilal

## Storia
La provincia di Tinghir è stata istituita nel 2009 – decreto 2-09-319 dell'11 giugno – per scorporo dalle province di Ouarzazate (regione di Souss-Massa-Draâ) e Errachidia (regione di Meknès-Tafilalet. Le sue municipalità e comuni rurali di Boulmane-Dadès, oltre che ai comuni rurali delle città di Toudgha e Taghzoute (dintorni di Tinghir), facevano parte della provincia di Ouarzazate, mentre i comuni rurali dei dintorni di Alnif (dintorni di Tinghir) e quelli di Assoul, facevano parte della provincia di Errachidia.

## Cultura
La maggior parte dei suoi abitanti sono di lingua berbera e costituiti dalle tribù Aït Seddrat di Dadès, di Aït Atta, di Aït Morghad, di Aït Haddidou e di Aït Tdoghte.